# Isòtops del franci
El franci (Fr) no té cap isòtop estable. Hi ha 32 isòtops coneguts del franci, la seva massa atòmica varia dels 199 a 232 u. El franci també presenta 11 isòmers nuclears. El 223Fr és l'isòtop amb el període de semidesintegració més llarg amb 21,8 minuts, és un producte de desintegració del 227Ac, es desintegra en 223Ra per emissió beta o en 219As per emissió alfa i és un dels isòtops del franci natural, l'altre el 224Fr, és membre de la sèrie radioactiva del tori.
Tots els isòtops del franci són molt inestables, i les seves propietats es coneixen gràcies a procediments radioquímics.
L'isòtop del franci 223Fr de cadena de desintegració radioactiva de l'actini es coneixia com a actini K.

## Taula
| Símbol del núclid | Z(p)                | N(n)                | massa isotòpica(u)  | període de semidesintegració | Espín nuclear | composició isotòpics representativa (fracció molar) | rang de variació natural (fracció molar) |
| Símbol del núclid | energia d'excitació | energia d'excitació | energia d'excitació | període de semidesintegració | Espín nuclear | composició isotòpics representativa (fracció molar) | rang de variació natural (fracció molar) |
| ----------------- | ------------------- | ------------------- | ------------------- | ---------------------------- | ------------- | --------------------------------------------------- | ---------------------------------------- |
| 199Fr             | 87                  | 112                 | 199.00726(4)        | 16(7) ms                     | 1/2+#         |                                                     |                                          |
| 200Fr             | 87                  | 113                 | 200.00657(8)        | 24(10) ms                    | 3+#           |                                                     |                                          |
| 200mFr            | 60(110) keV         | 60(110) keV         | 60(110) keV         | 650(210) ms                  | 10-#          |                                                     |                                          |
| 201Fr             | 87                  | 114                 | 201.00386(8)        | 67(3) ms                     | (9/2-)        |                                                     |                                          |
| 202Fr             | 87                  | 115                 | 202.00337(5)        | 290(30) ms                   | (3+)          |                                                     |                                          |
| 202mFr            | 330(90)# keV        | 330(90)# keV        | 330(90)# keV        | 340(40) ms                   | (10-)         |                                                     |                                          |
| 203Fr             | 87                  | 116                 | 203.000925(17)      | 0.55(2) s                    | (9/2-)#       |                                                     |                                          |
| 204Fr             | 87                  | 117                 | 204.000653(26)      | 1.7(3) s                     | (3+)          |                                                     |                                          |
| 204m1Fr           | 50(4) keV           | 50(4) keV           | 50(4) keV           | 2.6(3) s                     | (7+)          |                                                     |                                          |
| 204m2Fr           | 326(4) keV          | 326(4) keV          | 326(4) keV          | 1.7(6) s                     | (10-)         |                                                     |                                          |
| 205Fr             | 87                  | 118                 | 204.998594(8)       | 3.80(3) s                    | (9/2-)        |                                                     |                                          |
| 206Fr             | 87                  | 119                 | 205.99867(3)        | ~16 s                        | (2+,3+)       |                                                     |                                          |
| 206m1Fr           | 190(40) keV         | 190(40) keV         | 190(40) keV         | 15.9(1) s                    | (7+)          |                                                     |                                          |
| 206m2Fr           | 730(40) keV         | 730(40) keV         | 730(40) keV         | 700(100) ms                  | (10-)         |                                                     |                                          |
| 207Fr             | 87                  | 120                 | 206.99695(5)        | 14.8(1) s                    | 9/2-          |                                                     |                                          |
| 208Fr             | 87                  | 121                 | 207.99714(5)        | 59.1(3) s                    | 7+            |                                                     |                                          |
| 209Fr             | 87                  | 122                 | 208.995954(16)      | 50.0(3) s                    | 9/2-          |                                                     |                                          |
| 210Fr             | 87                  | 123                 | 209.996408(24)      | 3.18(6) min                  | 6+            |                                                     |                                          |
| 211Fr             | 87                  | 124                 | 210.995537(23)      | 3.10(2) min                  | 9/2-          |                                                     |                                          |
| 212Fr             | 87                  | 125                 | 211.996202(28)      | 20.0(6) min                  | 5+            |                                                     |                                          |
| 213Fr             | 87                  | 126                 | 212.996189(8)       | 34.6(3) s                    | 9/2-          |                                                     |                                          |
| 214Fr             | 87                  | 127                 | 213.998971(9)       | 5.0(2) ms                    | (1-)          |                                                     |                                          |
| 214m1Fr           | 123(6) keV          | 123(6) keV          | 123(6) keV          | 3.35(5) ms                   | (8-)          |                                                     |                                          |
| 214m2Fr           | 638(6) keV          | 638(6) keV          | 638(6) keV          | 103(4) ns                    | (11+)         |                                                     |                                          |
| 214m3Fr           | 6477+Y keV          | 6477+Y keV          | 6477+Y keV          | 108(7) ns                    | (33+)         |                                                     |                                          |
| 215Fr             | 87                  | 128                 | 215.000341(8)       | 86(5) ns                     | 9/2-          |                                                     |                                          |
| 216Fr             | 87                  | 129                 | 216.003198(15)      | 0.70(2) µs                   | (1-)          |                                                     |                                          |
| 217Fr             | 87                  | 130                 | 217.004632(7)       | 16.8(19) µs                  | 9/2-          |                                                     |                                          |
| 218Fr             | 87                  | 131                 | 218.007578(5)       | 1.0(6) ms                    | 1-            |                                                     |                                          |
| 218m1Fr           | 86(4) keV           | 86(4) keV           | 86(4) keV           | 22.0(5) ms                   |               |                                                     |                                          |
| 218m2Fr           | 200(150)# keV       | 200(150)# keV       | 200(150)# keV       |                              | high          |                                                     |                                          |
| 219Fr             | 87                  | 132                 | 219.009252(8)       | 20(2) ms                     | 9/2-          |                                                     |                                          |
| 220Fr             | 87                  | 133                 | 220.012327(4)       | 27.4(3) s                    | 1+            |                                                     |                                          |
| 221Fr             | 87                  | 134                 | 221.014255(5)       | 4.9(2) min                   | 5/2-          |                                                     |                                          |
| 222Fr             | 87                  | 135                 | 222.017552(23)      | 14.2(3) min                  | 2-            |                                                     |                                          |
| 223Fr             | 87                  | 136                 | 223.0197359(26)     | 22.00(7) min                 | 3/2(-)        |                                                     |                                          |
| 224Fr             | 87                  | 137                 | 224.02325(5)        | 3.33(10) min                 | 1-            |                                                     |                                          |
| 225Fr             | 87                  | 138                 | 225.02557(3)        | 4.0(2) min                   | 3/2-          |                                                     |                                          |
| 226Fr             | 87                  | 139                 | 226.02939(11)       | 49(1) s                      | 1-            |                                                     |                                          |
| 227Fr             | 87                  | 140                 | 227.03184(11)       | 2.47(3) min                  | 1/2+          |                                                     |                                          |
| 228Fr             | 87                  | 141                 | 228.03573(22)#      | 38(1) s                      | 2-            |                                                     |                                          |
| 229Fr             | 87                  | 142                 | 229.03845(4)        | 50.2(4) s                    | (1/2+)#       |                                                     |                                          |
| 230Fr             | 87                  | 143                 | 230.04251(48)#      | 19.1(5) s                    |               |                                                     |                                          |
| 231Fr             | 87                  | 144                 | 231.04544(50)#      | 17.6(6) s                    | (1/2+)#       |                                                     |                                          |
| 232Fr             | 87                  | 145                 | 232.04977(69)#      | 5(1) s                       |               |                                                     |                                          |